# Завадка (Самборский район)
Завадка (укр. Завадка) — село в Старосамборской городской общине Самборского района Львовской области Украины.
Население по переписи 2001 года составляло 187 человек. Занимает площадь 0,28 км². Почтовый индекс — 82073. Телефонный код — 3238.